# Masacre de Río Manso
La Masacre de Río Manso fue una matanza cometida en zona rural de la población colombiana de Tierralta, ubicada en el departamento de Córdoba, entre el 22 y el 24 de mayo de 2001. El asesinato masivo fue cometido por el frente 58 de las Fuerzas Armadas Revolucionarias de Colombia - Ejército del Pueblo (FARC-EP), contra presuntos milicianos de las Autodefensas Unidas de Colombia (AUC), como parte de una guerra territorial contra esa organización.

## Masacre
En mayo de 2001 la guerra entre las AUC y las FARC-EP, llegaba a un punto muerto. Alrededor del 20 de mayo cerca de 200 guerrilleros de los frentes 18 y 58 al mando de Joverman Sánchez Arroyave, alias 'El Manteco', y Medardo Maturana Largacha, 'El Negro Tomás', incursionaron en el sector de Río Manso (a 3 horas de Tierralta, Córdoba). Pretendían “castigar” a la población civil por apoyar a las autodefensas en el Nudo de Paramillo, y de paso disputarles a estas el dominio de la región. Primero instalaron retenes sobre el río Sinú y luego empezaron a quemar los caseríos. 
El 22 de mayo de 2001, dieron otro paso y secuestraron a 10 labriegos en el sitio Bocas del Socorro, en la comunidad de Zambundó. No se sabía inicialmente que querían con ellos, pero se los llevaron selva adentro. Dos días después, 24 campesinos de la vereda Santa Isabel del Manso fueron secuestrados por la guerrilla cuando se movilizaban por el río. Estos hombres se habían trasladado a la región para trabajar en el corte de madera, luego de que se tuvieran que desplazar de la parte baja del afluente por la construcción de la represa de Urrá. Pero los guerrilleros no atendieron a razones y los retuvieron, porque en su opinión “se dedicaban a sembrar y cuidar cultivos de coca que tienen los paracos en el Nudo del Paramillo”.
El 28 de mayo, 9 cadáveres aparecieron flotando en el agua con heridas de garrote y machete. Algunos habían sido decapitados y mutilados. Eran los cuerpos del primer grupo de secuestrados. Solo se salvó Guillermo Hernández Tapias, quien se escapó de sus captores y contó lo sucedido.
El 31 de mayo, labriegos, que transportaban por el río maíz y madera, hallaron los cadáveres de los demás retenidos. Los cuerpos fueron trasladados a las poblaciones de La Gloria, Zancón y Palestina.
Varios campesinos de la región, contaron al periodista Ramiro Guzmán Arteaga, enviado especial del diario El Tiempo, lo que vieron: 

"El lunes en la noche nos trajeron a unas señoras que estaban llorando porque los guerrilleros les habían matado a sus maridos. Luego obligaron a dos compañeros nuestros a buscar a otra mujer a la que, después de haberle matado el marido, la habían dejado sola con sus cuatro hijos… Allí vimos que la guerrilla tenía a tres muchachos, a los que después, por las viudas nos enteramos que los habían matado a machetazos"…. “Nos dijeron que a los otros colonos los habían matado porque eran informantes de los 'paras' y les trabajaban en cultivos ilícitos".

## Las víctimas
- Primera lancha: Eduardo Arrieta Hernández, de 18 años; Guillermo José Hernández, 42 años; Solange Hernández Torres, 54 años; José Hernández Corrales, 25 años; Manuel Hernández Sepúlveda, 19 años; William de Jesús Barrios; Favier Antonio Cardona; Daury Manuel Hernández Corrales y Edilma Rosa Hernández Torres, de 21 años.

- Segunda lancha: Agremio Lemas Pérez, Jairo Mercado Carbona, Henry Cardona Mercado, Jhon Fredy Hernández Torres, Jhon Jairo Hernández, Eduardo Hernández, Milton Lemus Mercado, Carlos Mario Lemus Mercado, Jesús Echavarría Zapata, Consuelo Alzate Manco, Jesús Echavarría Ariza, Jaime Timio Rodríguez Arango, Pedro Antonio Hernández Sepúlveda, Magali Pérez Pérez, José Miguel Pérez, Luis Eduardo Borja Borja, Rigoberto Borja David, Euriel Palacios Manco, Juan Palacios Guerra, Manuel Esteban Atencia, Rudy Pérez Hernández, Dianimes Molina Carmona y Jaime Eugenio Arango.

## Responsables
La Masacre de Río Manso se presentó como una retaliación de las FARC-EP a los habitantes del Nudo de Paramillo porque supuestamente las víctimas se dedicaban a sembrar y cuidar cultivos de coca que tenían los paramilitares en zona rural de Tierralta. Por los hechos fue acusado Joverman Sánchez Arroyave, alias 'el Manteco', a quien se le atribuyen otras masacres en Urabá y el Bajo Cauca antioqueño.